# San Antonio Xahuento
San Antonio Xahuento är en ort i Mexiko, tillhörande kommunen Tultepec i delstaten Mexiko. San Antonio Xahuento ligger i den centrala delen av landet och tillhör Mexico Citys storstadsområde. Orten hade 740 invånare vid folkräkningen 2010.